# Veilsdorf
Veilsdorf település Németországban, azon belül Türingiában. Lakosainak száma 2720 fő (2023. december 31.).

## Népesség
A település népességének változása:
| Lakosok száma | 2773 | 2754 | 2721 | 2720 | 2720 |
|               | 2017 | 2019 | 2021 | 2022 | 2023 |